# Manica
Manica je žensko osebno ime.

## Izvor imena
Ime Manica je različica ženskega osebnega imena Marija.

## Pogostost imena
Po podatkih Statističnega urada Republike Slovenije je bilo na dan 31. decembra 2007 v Sloveniji število ženskih oseb z imenom Manica: 328.

## Osebni praznik
Osebe z imenom Manica godujejo takrat kot osebe z imenom Marija.